# Dené-Jenisejische talen

Dené-Jenisejisch

De Dené-Jenisejische taalfamilie is een voorgestelde taalfamilie bestaande uit de Jenisejische talen die gesproken worden in het bekken van de Jenisej in Siberië en de Na-Denétalen van het westen van Noord-Amerika.
Verbanden tussen Na-Dené en Siberische talen waren al lange tijd verondersteld. De taalfamilie werd in februari 2008 gepresenteerd door de Amerikaanse taalkundige Edward Vajda, gebaseerd op een tienjarig onderzoek naar het proto-Na-Dené en het proto-Jenisejisch. Het voorstel werd besproken op een congres waarop de belangrijkste autoriteiten van de Jenisejische en Na-Dené-taalkunde werden uitgenodigd, waaronder Michael Krauss, Jeff Leer, James Kari en Heinrich Werner, die concludeerden dat beide taalfamilies inderdaad verwant zijn. Bovendien werd geconcludeerd dat het Haida, dat gesproken wordt voor de kust van Alaska, geen Na-Denétaal is, in tegenstelling tot wat door sommigen werd aangenomen.
De Dené-Jenisejische taalfamilie is de eerste veronderstelde taalfamilie die indiaanse talen en talen van buiten het Amerikaanse continent in verband brengt. De Na-Denétalen omvatten onder andere het Tlingit, Navajo en Apache en hebben gezamenlijk zo'n 300.000 sprekers. De Jenisejische taalfamilie telt zes talen, die op het 500 sprekers tellende Ket na echter allemaal zijn uitgestorven.

## Archeologie
Als gevolg van de migratie van stammen uit Transbaikal vormde zich in het middelste stroomgebied van de Lena in het 5e tot 4e millennium v.Chr. de vroeg-neolithische Syalachcultuur. Volgens taalkundigen is het waarschijnlijk dat de dragers van deze cultuur Dené-Jenisejische talen spraken.
Volgens Pavel Flegontov et al:
De nieuwe bevolkingsgolf uit Noordoost-Azië die minstens 4.800 jaar geleden in Alaska aankwam, vertoont duidelijke archeologische precedenten die teruggaan naar Centraal-Siberië. ... de Syalach-cultuurvolken, die zich na 4.500 v.Chr. over Siberië verspreidden, kunnen de "spookpopulatie" vertegenwoordigen die zich rond 4.500-5.000 v.Chr. afsplitste en waaruit de latere migranten naar Amerika voortkwamen.— Pavel Flegontov, N. Ezgi Altınışık, Piya Changmai, Edward J. Vajda, Johannes Krause, Stephan Schiffels (2016)

## Stamboom
- Dené-Jenisejisch
  - Jenisejisch
    - Noordelijk Jenisejisch
      - Ket (550)
      - Joeg †

    - Zuidelijk Jenisejisch
      - Kot-Assan
        - Kot †
        - Assan †

      - Arin-Poempokol
        - Arin †
        - Poempokol †

  - Na-Dené
    - Athabaskisch-Eyak
      - Athabaskisch
        - Noord-Athabaskisch
          - Centraal-Alaskaans
            - Deg Xinag (15)
            - Gwich’in (770)
            - Hän (10)
            - Holikachuk (12)
            - Koyukon (300)
            - Kolchan (40)
            - Hoog-Tanana (100)
            - Laag-Tanana (30)
            - Noord-Tutchone (200)
            - Tanacross (30)
            - Zuid-Tutchone (200)

          - Centraal-Brits-Columbiaans
            - Babine-Witsuwit'en (50)
            - Carrier (1000)
            - Chilcotin (2000)
            - Nicola †

          - Kwalhioqua-Clatskanie †
          - Noordwest-Canadees
            - Dene Suline (11.895)
            - Dogrib (2.110)
            - Dunneza (300)
            - Sekani (35)
            - Slavey
              - Noord-Slavey (1.030)
              - Zuid-Slavey (2.890)

            - Tahltan-Tagish-Kaska 
              - Kaska (400)
              - Tagish (2)
              - Tahltan (35)

          - Sarsi (50)
          - Tsetsaut †
          - Zuid-Alaskaans
            - Ahtna (80)
            - Dena'ina (75)

        - Pacifisch Athabaskisch
          - Californië-Athabaskisch
            - Eel River †
            - Hupa (64)
            - Mattole †

          - Oregon-Athabaskisch
            - Hoog-Umpqua †
            - Rogue River †
            - Tolowa (4)

        - Zuid-Athabaskisch
          - Oostelijk Apache
            - Jicarilla (812)
            - Lipan †

          - Plains Apache (18)
          - Westelijk Apache
            - Chiricahua-Mescalero
              - Chiricahua (279)
              - Mescalero

            - Navajo (178.000)
            - Westelijk Apache (12.693)

      - Eyak †

    - Tlingit (700)